# Oglindă

O oglindă este un obiect decorativ sau util folosit cu preponderenta la interior a cărui suprafață este destul de lucioasă încât poate să formeze o imagine. Cele mai întâlnite tipuri de oglinzi sunt cele plane, care prezintă o suprafață plată, folosite la decorarea incaperilor sau inramate in rame de lemn inca din anul 1665 in perioada lui Ludovic al XIV-lea. În România interbelică oglinda decorativa era pusă la loc de cinste in dormitoarele, holurile și saloanele acelor vremuri, în perioada comunista, oglinda  a fost ascunsă sau chiar i-a fost minimalizată importanța ei in amenajarea interioară a casei. Oglinzile curbate sunt de asemenea folosite la vizualizarea mărită sau scăzută a imaginilor. 

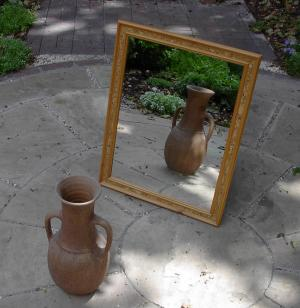
O oglindă care reflectă o vază

De obicei, oglinzile sunt folosite pentru întreținerea personală, decorare și arhitectură. De asemenea, acestea sunt folosite în aparaturile științifice cum ar fi telescoapele și laserele. Sunt concepute pentru lumina vizibilă, însă în instrumentele optice acestea detectează alte lungimi de undă ale radiației electromagnetice.

## Etimologie
Termenul de „oglindă” își are originea prin derivare regresivă  din verbul a oglindi (care provine din slavă veche - oglendati, cf. poloneză oglądać).

## Principii fizice
Într-o oglindă plană, un fascicul paralel de lumină își modifică direcția de propagare, rămănând paralel; imaginile formate de o oglindă plană formează o imagine virtuală, de aceeași mărime cu a obiectului original. De asemenea, oglinzile concave transformă un fascicul paralel într-un fascicul convergent, ale cărui raze se vor intersecta în focarul oglinzii. În cele din urmă, oglinzile convexe, care transformă un fascicul paralel într-un fascicul divergent, cu raze care se deplasează de la o intersecție comună din "spatele" oglinzii. Oglinzile concave și convexe sferice nu focalizează razele paralele într-un singur punct datorită aberației sferice. 
O rază de lumină se reflectă pe oglindă la un unghi de reflexie  care e egal cu unghiul de incidență. Acest lucru are loc când o rază de lumină cade pe o oglindă pe verticală, formează un unghi de 30° și se reflectă de la punctul de incidență la 30 ° în direcția opusă pe verticală. 

## Istoria și obținerea oglinzilor

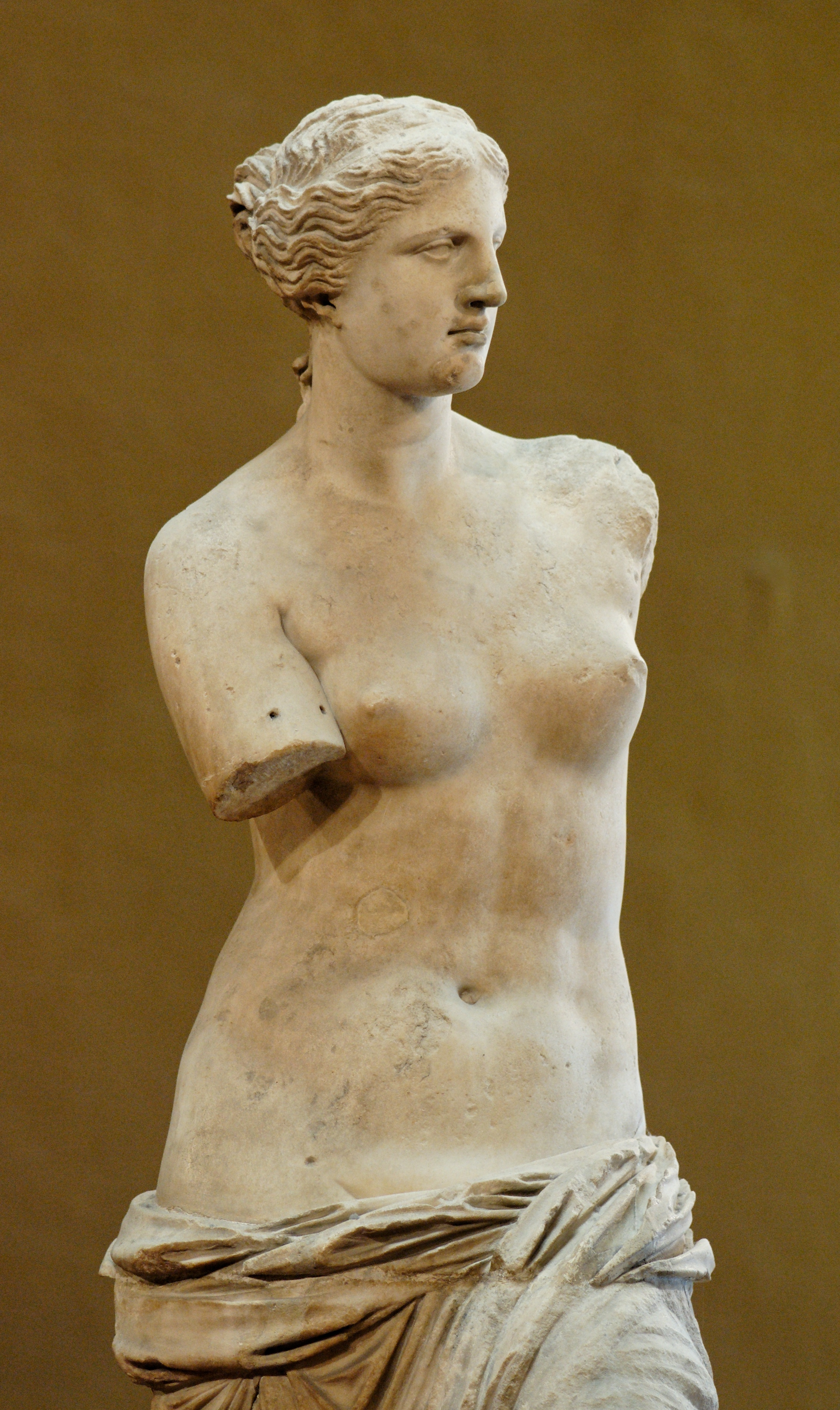
Venus din Milo la Louvre

După atestările arheologice, oglinda e un străvechi atribut al civilizației umane. Se presupune că vestita statuie "Venus din Milo" avea în mâini atributele frumuseții: un pieptene(sau un voal) și o oglindă. Se presupune de asemenea că Arhimede s-a folosit de niște oglinzi ca să utilizeze căldura Soarelui pentru a incendia flota romană, însă se consideră că acest lucru s-ar fi folosit doar ca să ii dezorienteze cu ajutorul luminii Soarelui.

Diagrama razei lui Arhimede.

 Totodată, celebrul far din Alexandria folosea oglinzi uriașe ca să indice drumul spre port. Se spunea că lumina acestuia se vedea și de la 50 de km depărtare. 
Primele oglinzi datează de aproximativ 5000 de ani, având ca și centru de expansiune Egiptul și China. Acestea erau din bronz sau argint șlefuit și aveau o formă ovală. Primele oglinzi de sticlă au fost obținute de către sticlarii din Murano în cursul secolului al XII-lea. Până în secolul al XVII-lea, la Veneția, era posibil să fie condamnați la moarte toți cei care divulgau secretul confecționării oglinzilor. Producția de oglinzi a rămas monopolul statului venețian, până la mijlocul secolului al XVII-lea. Procesul chimic de acoperire a sticlei cu argint metalic a fost descoperit în secolul al XIX-lea. Până în zilele noastre puține tări mai au dispute în legătură cu inventatorul inițial al acestui proces. Germanul Justus von Liebig publica în 1835 :"Când aldehida este combinată cu o soluție de azotat de argint și încălzită, se produce reducerea, iar ca rezultat argintul se depune pe sticlă, formând o oglindă superbă". 
Oglinzile optice sunt alcătuite din galiu. Actualele oglinzi sunt fabricate prin pulverizarea unui strat subțire de aluminiu sau aplicând un strat de argint topit pe partea inferioară a unei farfurii de sticlă într-un recipient închis ermetic. În oglinzile optice folosite în telescoape și alte instrumente optice, aluminiul se evaporă pe o suprafață frontală a sticlei decât pe cea anterioară, pentru a elimina reflexiile slabe de la sticlă.

## Simbolurile oglinzii
Oglinda reflectă adevărul, sinceritatea, conținutul inimii și al conștiinței.Pe o oglindă chinezească dintr-un muzeu de la Hanai se poate citi: "Precum soarele, precum luna, precum apa, precum aurul, fii limpede și strălucitor și oglindește ceea ce se află în inima ta". Yama, suveranul indo-budist al împărăției morților, folosește pentru Judecată o oglindă a karmei. Adevărul relevat de oglindă poate fi, evident, de ordin superior: evocând oglinda magică a dinastiei Xin, Nichiren o compară cu oglinda Dharmei budiste, care arată cauza faptelor trecute.
Simbol lunar și feminin, oglinda mai este în China și emblema reginei. Este semnul armoniei, al uniunii conjugale, pe când oglinda spartă înseamnă despărțire. Animalul numit poijing sau oglinda spartă este în legătură cu fazele lunii; unirea regelui cu regina se înfăptuiește când este lună plină(este oglinda reconstituită în întregul ei).
Oglinda curată e simbol al purității și una din emblemele Fecioarei Maria. Totodată, oglinda deformată sau murdară e semnul păcatului, caricaturii, autoamăgirii și a vanității. 
Modalitatea de utilizare a oglinzii magice în taoism este destul de aparte, relevând natura reală a influențelor răufăcătoare. În zilele noastre se pune deasupra porții caselor o oglindă octogonală, având pe ea cele opt trigame. În Japonia, Kagami, oglinda, este un simbol al purității absolute a sufletului, al sufletului neîntinat, al reflectării de sine în propria oglindă.
Datorită analogiei dintre apă și oglindă, aceasta este deseori folosită în scopuri magice. Oglinda, asemeni suprafeței de apă, este utilizată la ghicit, pentru a întreba spiritele. Răspunsul acestora la întrebările puse se înscrie prin răsfrângere pe suprafețele oglinzilor sau apelor. procedeul de divinație se numește captromancie. Nu este necesar ca oglinda să fie din sticlă, fiind utilizate și alte suprafețe care reflectă lumina, apa, sau metalele lustruite.

## Oglinda și superstițiile

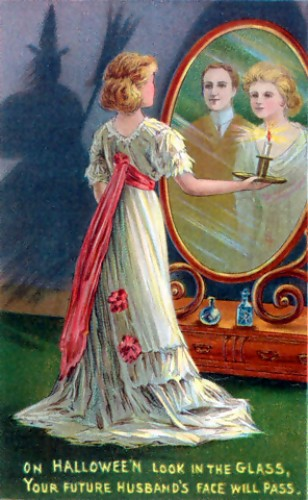
Felicitare de Halloween unde o tânără se uită cu o lumânare într-o oglindă pentru a-și vedea viitorul soț

Oglinda dă o imagine inversă a obiectului și, ca atare, este o îndepărtare de Principiu și Esență. Multe popoare cred că în oglindă se reflectă nu omul, ci o dublură a sa ,având adesea atribute malefice. În jurul oglinzilor s-au elaborat numeroase superstiții:
- Spargerea unei oglinzi e un lucru îngrozitor, pentru că șapte ani de nenorociri se vor abate peste tine de acum încolo. Probabil, motivul vine din credința strămoșească privind faptul că sufletul omului sălășluiește în oglindă și, odată spartă oglinda, sufletul acestuia este distrus, condamnându-l pe om la o moarte timpurie, fără a avea mai apoi șansa de a intra în Rai. Ca să eviți consecințele catastrofale ale spargerii unei oglinzi trebuie să culegi cu grijă toate cioburile și să le arunci într-un râu.
- Cel care privește în oglindă atunci când cadavrul se află încă în casă va muri următorul și asta pentru că o veche tradiție spune că sufletul omului sălăsluiește în oglindă.
- Poartă ghinion să primești în dar o oglindă.
- O persoană urâtă care se uită într-o oglindă va cauza spargerea acesteia.
- Nu e bine să te uiți într-o oglindă la lumina lumânărilor sau să stai noaptea în fața oglinzii în întuneric[3].
- Se spune că fetele pot îndeplini un ritual în fața oglinzii prin care își pot chema rudele moarte sau să își vadă viitorii aleși ai inimii.
- Încarnările satanice nu își suportă oglindirea sau nu se văd în oglindă.[4]

## Concepte psihologice
Efectul Venus este un fenomen în psihologia percepției, numit după tabloul lui Diego Velázquez "Venus Fermecată". Cei care observă tabloul pot să o observe pe Venus admirându-și propria reflexie în oglindă. Totuși, cum observatorul vede fața ei în oglindă, Venus l-ar vedea pe acesta în loc să se vadă pe ea. Acest truc psihologic este folosit în cinematografie, când un actor este arătat uitându-se aparent într-o oglindă, cu camera afară din raza de observație. De fapt, actorul se va uita la camera și se va preface doar că se oglindește.

## Oglinda în literatură
Numeroase motive ale oglinzii sunt transpuse în operele literare cum ar fi:
- Oglindele, de Grigore Alexandrescu
- La oglindă, de George Coșbuc
- Frate și soră de frații Grimm[5]"
- Albă-ca-Zăpada, de frații Grimm[6]
- Peripețiile Alisei în țara oglinzilor, de Lewis Carroll
- Legendele Olimpului, de Alexandru Mitru[7]

## Miscelanee
- în Gakkō no Kaidan, Satsuki se folosește de o oglindă ca să înlăture două fantome: pe Utsushumi(punând două oglinzi față în față) și pe Yamime(aceasta este doar imobilizată de o oglindă scrisă cu ruj; reflexia lui Yamime pare legată cu ață roșie datorită scrisului de pe oglindă).
- în Prințesa Sissi, Ida Ferencsi îi dă un mesaj prințesei Sissi prin intermediul unei oglinzi magice.
- în InuYasha, Kanna folosește o oglindă care fură suflete și care îi dezvăluie lui Naraku diverse informații. Totodată, în filmul "InuYasha:Castelul de dincolo de sticlă", Kaguya folosește o oglindă ca să înlănțuie latura umană a lui InuYasha, dezvăluindu-i natura demonică care va fi adormită de sărutul lui Kagome.
- în Pokemon, sunt Pokemoni (Spearow, Golduck, Exeggcute, Starmie, Staryu, Corsola, etc ) care au atacuri asemeni unei oglinzi ce reflectă forțele asimilate atacurilor altor Pokemoni.
- în Naruto ,Hacku foloseste tehnica oglinzi de gheata ,aparand prin fiecare oglinda ca si o reflexie